# Андрієвка (Федоровський район)
Андрі́євка (каз. Андреев) — село у складі Федоровського району Костанайської області Казахстану. Входить до складу Федоровського сільського округу.
Населення — 48 осіб (2021; 117 у 2009, 226 у 1999, 281 у 1989).